# Pinillosia
Pinillosia é um género botânico pertencente à família Asteraceae. Contém apenas uma espécie, Pinillosia berteroi (Spreng.) Urb., nativa de Cuba e Ilha de São Domingos.